# Benito Badrinas
Benito Badrinas Amat (Barcelona, 17 de mayo de 1927-Barcelona, 10 de noviembre de 2013) fue un sacerdote católico español, incardinado en la Prelatura del Opus Dei. Fue postulador de varias causas de canonización, entre otras la de Josemaría Escrivá.    

## Biografía
Benito Badrinas nació en Barcelona (1927), en el seno de una familia cristiana de empresarios. Tras completar sus estudios de bachillerato en el Institut Tècnic Eulàlia, se licenció en Ciencias Químicas en la Universidad de Barcelona. Durante sus años universitarios solicitó su admisión en el Opus Dei (24 de febrero de 1946).
Tras su ordenación sacerdotal el 27 de julio de 1952, completó su formación universitaria doctorándose en Teología en la Pontificia Universidad Lateranense. Desarrolló su labor pastoral en: Barcelona, Madrid y Sevilla. Fue rector de iglesia de Santa María de Montalegre (Barcelona). Fue vicepostulador de la causa de canonización de Josemaría Escrivá de Balaguer y de otros fieles de la Prelatura (Montserrat Grases, Guadalupe Ortiz de Landázuri, y Eduardo Ortiz de Landázuri), y promotor de unas reuniones formativas –las Jornades de Qüestions Pastorals de Castelldaura– dirigidas a sacerdotes de las diócesis catalanas.
Falleció en la ciudad condal el 10 de noviembre de 2013. Tras su funeral en la Iglesia de Santa Maria de Montalegre, fue enterrado en el cementerio de Montjuic.